# 레오니다스 다 시우바
레오니다스 다 시우바(브라질 포르투갈어: Leônidas da Silva, 1913년 9월 6일 ~ 2004년 1월 24일)는 브라질의 전 축구 선수로, 포지션은 중앙 공격수였다. 20세기 전반기 세계 축구의 가장 중요한 선수들 중 한 명으로 여겨진다.
2번의 월드컵에서 브라질을 대표하였고, 1938년 FIFA 월드컵에서 득점왕에 올랐다. 별명으로는 자신의 명민함으로 인하여 '검은 다이아몬드'와 '고무 인간'이 있다.

## 클럽 경력
리우데자네이루에서 태어난 레오니다스는 상크리스토방 FR에서 자신의 경력을 시작하였다. 1931년과 1932년에 그는 봉수세수 FC를 위하여 활약하였다.
그는 1933년 우루과이에서 페냐롤에 가입하였다. 1년 후, 그는 브라질로 돌아와 CR 바스쿠 다 가마를 위하여 활약하였다. 그는 팀이 리우데자네이루 주립 선수권을 우승하는 데 도움을 주었다. 1934년 FIFA 월드컵에서 활약한 후 그는 보타포구 FR에 가임하여 1935년 또다른 리우데자네이루 주립 선수권을 우승하였다. 이듬해 그는 CR 플라멩구에 가입하여 1941년까지 그 팀에 있었다. 다시 한번 1939년 팀은 리우데자네이루 주립 선수권을 우승하였다. 그는 또한 축구에서 편견에 대항하는 운동의 선두에 있었으며, 당시 엘리트주의의 플라멩구 팀에 가입한 첫 흑인 선수들 중의 하나였다.
레오니다스는 1942년 상파울루 FC에 가입하여 1950년 축구로부터 은퇴할 때까지 그 팀에 머물렀다.

## 자전거 킥
레오니다스는 "자전거 킥"을 발명함으로 인정받은 몇몇의 가능한 선수들 중의 하나이다. 처음에 레오니다스가 이용한 이 기술은 1932년 4월 24일 봉수세수와 카리오카 간의 매치에서였다. CR 플라멩쿠에서 그는 1939년 아르헨티나의 팀 인디펜디엔테를 상대로 이 동작을 단 한번 사용하였다. 보기 드문 발리는 당시 큰 명성을 얻어 축구의 주류로 추진해 나갔다. 상파울루 FC를 위하여 그는 2개의 제전에서 자전거 킥을 이용하였는 데 처음 1942년 6월 14일 팔레스트라 이탈리아(현재의 SE 파우메이라스)를 상대로 패한 매치에서였다. 사상 가장 유명하게 그는 1948년 11월 13일 유벤투스에 막대한 8 대 0의 승리에서 그 킥을 사용하였다. 활약과 골은 이매지에 잡혔고 선수의 가장 유명한 그림으로서 여겨졌다. 1938년 FIFA 월드컵에서 그는 또한 관객들의 기쁨으로 자전거 킥을 이용하기도 하였다.

## 국가 대표팀
그는 브라질 축구 국가대표팀을 위하여 19번이나 활약하여 총 21골을 기록하고, 자신의 데뷔에 2번이나 득점하였다. 1938년 그는 7골과 함께 월드컵의 최고 득점자였으며, 폴란드를 상대로 여분의 6 대 5에서 최소한 3골을 득점하였다. 브라질 팀의 감독 아데마르 피멘타는 이탈리아를 상대로 준결승전을 위하여 그를 쉬도록 결정하였다. 이탈리아는 2 대 1로 경기를 우승하였다.

### 1934년 월드컵 통계
| 경기 번호 | 라운드   | 날짜            | 상대국 | 득점      | 레오니다스의 골 | 시간 | 레오니다스의 시간 | 메모 | 개최지                          | 보고                            |
| --------- | -------- | --------------- | ------ | --------- | --------------- | ---- | ----------------- | ---- | ------------------------------- | ------------------------------- |
| 1         | 1 라운드 | 1934년 5월 27일 | 스페인 | 1–3 (0–3) | 1               | 55′  | 90분              |      | 제노바 스타디오 루이지 페라리스 | 보관됨 2014-03-04 - 웨이백 머신 |

### 1938년 월드컵 통계
| 경기 번호 | 라운드     | 날짜            | 상대국         | 득점                   | 레오니다스의 골 | 시간         | 레오니다스의 시간 | 메모        | 개최지                         | 보고                            |
| --------- | ---------- | --------------- | -------------- | ---------------------- | --------------- | ------------ | ----------------- | ----------- | ------------------------------ | ------------------------------- |
| 2         | 1 라운드   | 1938년 6월 5일  | 폴란드         | 6–5 a.e.t. (4–4) (3–1) | 3               | 18′ 93′ 104′ | 120분             |             | 스트라스부르 스타드 드 라 메노 | 보관됨 2011-04-30 - 웨이백 머신 |
| 3         | 준준결승전 | 1938년 6월 12일 | 체코슬로바키아 | 1–1 a.e.t. (1–1) (1–0) | 1               | 30′          | 120분             |             | 보르도 파르크 레스퀴르         | 보관됨 2013-10-29 - 웨이백 머신 |
| 4         | 리플레이   | 1938년 6월 14일 | 체코슬로바키아 | 2–1 (0–1)              | 1               | 57′          | 90분              |             | 보르도 파르크 레스퀴르         | 보관됨 2013-10-17 - 웨이백 머신 |
| –         | 준결승전   | 1938년 6월 16일 | 이탈리아       | 1–2 (0–0)              | 0               |              | 경기 불참         | 감독의 선택 | 마르세유 스타드 벨로드롬       | 보관됨 2013-10-17 - 웨이백 머신 |
| 5         | 3위 쟁탈전 | 1938년 6월 19일 | 스웨덴         | 4–2 (1–2)              | 2               | 63′ 74′      | 90분              |             | 보르도 파르크 레스퀴르         | 보관됨 2013-10-17 - 웨이백 머신 |

## 초콜릿바
1938년 월드컵이 열리는 동안 레오니다스는 "검은 다이아몬드"라는 별명이 붙여졌다. 다음해 브라질의 초콜릿 제조회사 락타는 초콜릿바를 "디아만테 네그로 (Diamante Negro)"로 이름을 짓는 권리에 레오니다스로부터 매입하였다. 이 초콜릿 브랜드는 아직도 브라질에서 상업적으로 성공중이다.

## 은퇴 이후
그는 라디오 기자와 당시 상파울루에서 가구점의 주인이 되는 데 축구를 떠나기 전에 1953년 상파울루 FC에 감독으로 가입하였다. 2004년 레오니다스는 1974년 이래 겪어온 알츠하이머병으로 인한 합병증으로 사망하였다. 그는 상파울루의 모라다 다 파즈 묘지에 안장되었다.

## 수상

### 클럽
- 캄페오나투 카리오카 - 1934년, 1935년, 1939년
- 캄페오나투 파울리스타 - 1943년, 1945년, 1946년, 1948년, 1949년

### 국가 대표팀
- FIFA 월드컵 - 1938년 3위

### 개인적
- FIFA 월드컵 골든 부트 - 1938년
- FIFA 월드컵 골든볼 - 1938년
- FIFA 월드컵 올스타 팀 - 1938년
- IFFHS 20세기의 브라질 선수 8위

| 이전 올드르지흐 네예들리 | 제3대 FIFA 월드컵 최다 득점자 1938년 | 다음 아데미르 |